# Санкт-Петербурзький (готель)
Готель «Санкт-Петербурзький» — архітектурна пам'ятка міста Херсона. Збудований в останній чверті XIX століття. Нині в будівлі розташований Херсонський Гідрометеорологічний технікум.

## Історія
З моменту будівництва і до 1915 року — до будівництва готелю «Європейський» — «Санкт-Петербурзький» вважався найкращим готелем Херсона. Саме йому віддавали перевагу столичні гості міста. Відомий за тих часів журналіст О. І. Фірсов у своїй статті «В Херсоні», що була опублікована в «Історичному віснику» № 10 за 1905 рік, писав:
|  | Единственный порядочный ресторан находится при Петербургской гостинице, где кормят вполне прилично. |

Що саме куштував журналіст, наразі невідомо, однак йому на обід було запропоновано наступне: суп марілуїз, консоме легюм, пиріжки різні, стерлядь по-російському, седло дикої кози з крокетами, соус поврат, печеня, пулярди й куропатки, салат, сир баварський.
Належав готель «Санкт-Петербурзький» Є.І Грінченку. Одним із перших у місті готель було електрифіковано та обладнано центральним опаленням. Вартість перебування у номерах коливалась від 75 копійок до 3 рублів.
Після перевороту 1917 року готель змінив назву на «Старо-Петроградський». В його помешканні було облаштовано гуртожиток командного складу 45 стрілецького полку 15 Сиваської стрілецької дивізії, яка дислокувалась у Херсоні.
У 1923 році тут знаходилось Управління коменданта міста Херсона М. Є. Вишневського. Під час війни — протягом 1941–1943 рр. — будівля використовувалась окупантами як дисциплінарний батальйон для штрафників.
З 1944 року в будівлі знаходиться Херсонський Гідрометеорологічний технікум.